# 霍勒斯·艾伦
霍勒斯·牛顿·艾伦（英語：Horace Newton Allen），韓語漢字名安連（韩语：／，1858年4月23日—1932年12月11日）是一位美国传教士、医生、美国驻韩国大使。他是第一位进入韩国的更正教传教士，于1884年9月15日抵达韩国。
艾伦治愈了在甲申政變中受伤的閔妃的姪兒閔泳翊，此后得以接近朝鮮高宗国王，在他的建议下，创办了第一所西医院濟眾院（今延世大学医院），由艾伦负责。一年后，艾伦开办韩国第一所正式医学院。
由于艾伦与国王和官员的密切关系，于1890年出任使馆秘書，1897年升为总领事。但是，由于与美国政府对于《桂太郎-塔夫脱密约》产生分歧，在1905年被召回。